# Boog van Gratianus, Valentinianus II en Theodosius
De Boog van Gratianus, Valentinianus II en Theodosius (Latijn:Arcus Gratiani Valentiniani et Theodosii) was een antieke triomfboog in Rome.
De triomfboog werd gebouwd tussen 379 en 383 door de keizers Gratianus, Valentinianus II en Theodosius I die in deze jaren gezamenlijk heersten over het Oost- en West-Romeinse Rijk. De boog stond aan het einde van de Via Tecta (de huidige Via del Banco di Santo Spirito) op het Marsveld, dicht bij de Pons Aelius. Mogelijk overspande de boog de zuidelijke toegang tot de brug. De keizers lieten in deze jaren ook hun Porticus Maximae bouwen en de Boog van Gratianus, Valentinianus II en Theodosius diende vermoedelijk als monumentale toegang voor deze porticus.
Op 19 september van het jubeljaar 1450 trok een grote massa pelgrims via de Engelenbrug naar de Sint Pieter. Er ontstond een groot gedrang en toen de massa te groot werd begaven de balustrades het en vielen velen in de rivier. Hierbij verdronken 178 mensen. Om de straat breder en dus veiliger te maken werd de oude triomfboog en een aantal huizen bij het bruggenhoofd afgebroken. Tot in de 16e eeuw stonden nog restanten van de boog overeind.

## Referentie
- S. Platner, A topographical dictionary of ancient Rome, London 1929. Art. Arcus